# Hell in a Cell 2019
Hell in a Cell 2019 è stata l'undicesima edizione dell'omonimo evento in pay-per-view prodotto annualmente dalla WWE. L'evento si è svolto il 6 ottobre 2019 al Golden 1 Center di Sacramento (California).

## Storyline
Nella puntata di Raw del 2 settembre, durante un segmento della Firefly Funhouse, Bray Wyatt si è proposto come il prossimo contendente nº1 all'Universal Championship, andando così a confermare diversi rumor circolati nei giorni precedenti. Il 15 settembre, a Clash of Champions, dopo che Seth Rollins ha difeso con successo il titolo contro Braun Strowman, Wyatt è apparso sotto le spoglie di "The Fiend" per poi attaccare brutalmente lo stesso Rollins. Nella puntata di Raw del 16 settembre è stato annunciato un Hell in a Cell match tra Rollins e Wyatt con in palio l'Universal Championship a Hell in a Cell.
Il 15 settembre, a Clash of Champions, il match per il Raw Women's Championship tra la campionessa Becky Lynch e Sasha Banks è terminato con la vittoria per squalifica di quest'ultima; tuttavia la Lynch ha mantenuto il titolo. Nella puntata di Raw del 16 settembre la Banks ha sfidato la Lynch ad un rematch titolato per Hell in a Cell, con la stessa Becky che ha accettato a patto che l'incontro sia un Hell in a Cell match.
Dopo numerose vicissitudini, Erick Rowan si è rivelato essere l'assalitore misterioso di Roman Reigns, ribellandosi di fatto a Daniel Bryan e sconfiggendo lo stesso Reigns in No Disqualification match un grazie all'aiuto del rientrante Luke Harper il 15 settembre a Clash of Champions. Nella puntata di SmackDown del 24 settembre Rowan ha sconfitto Daniel Bryan, il quale poco dopo è stato soccorso da Reigns dall'attacco di Harper e Rowan. Un match fra Bryan e Reigns contro Harper e Rowan è stato annunciato per Hell in a Cell.
Il 15 settembre, a Clash of Champions, Bayley ha difeso con successo lo SmackDown Women's Championship contro Charlotte Flair. Nella puntata di SmackDown del 4 ottobre Charlotte Flair ha sottomesso Bayley durante un match di coppia (dove la Raw Women's Champion Becky Lynch faceva coppia con la Flair mentre Sasha Banks faceva coppia con Bayley), sancendo di fatto un match titolato fra la Flair e Bayley a Hell in a Cell per lo SmackDown Women's Championship.
Nella puntata di Raw del 16 settembre Baron Corbin ha sconfitto Chad Gable nella finale del torneo del King of the Ring, cambiando poi il suo ring-name in "King Corbin". Nella puntata di Raw del 23 settembre, Gable ha sconfitto Corbin per squalifica dopo che quest'ultimo lo aveva colpito con il suo scettro. In seguito è stato annunciato un match tra i due per Hell in a Cell.
Nella puntata di Raw del 16 settembre, l'O.C. (United States Champion AJ Styles, Luke Gallows e Karl Anderson) ha sconfitto i Viking Raiders (Erik e Ivar) e Cedric Alexander per poi attaccarli brutalmente una volta finito il match. Nella puntata di Raw del 23 settembre i Viking Raiders hanno sconfitto Anderson e Gallows. Il 6 ottobre, prima dell'inizio di Hell in a Cell, è stato annunciato un match tra l'O.C. e i Viking Raiders per la sera stessa, con questi ultimi che potranno scegliere un partner a loro scelta. In seguito, il partner dei Viking Raiders si è rivelato essere Braun Strowman.
Dopo numerosi scontri e vicissitudini, è stato annunciato un match tra Natalya e Lacey Evans per il Kick-off di Hell in a Cell.
Durante il Kick-off di Hell in a Cell sono stati annunciati due match per la sera stessa: Alexa Bliss e Nikki Cross dovranno difendere il Women's Tag Team Championship contro le Kabuki Warriors (Asuka e Kairi Sane), mentre Randy Orton affronterà Ali.

## Risultati
| #       | Incontri                                                                | Stipulazioni                                             | Durata |
| ------- | ----------------------------------------------------------------------- | -------------------------------------------------------- | ------ |
| Kickoff | Natalya ha sconfitto Lacey Evans per sottomissione                      | Single match                                             | 9:25   |
| 1       | Becky Lynch (c) ha sconfitto Sasha Banks per sottomissione              | Hell in a cell match per il WWE Raw Women's Championship | 21:50  |
| 2       | Daniel Bryan e Roman Reigns hanno sconfitto Luke Harper & Erick Rowan   | Tornado tag team match                                   | 16:45  |
| 3       | Randy Orton ha sconfitto Ali                                            | Single match                                             | 12:10  |
| 4       | Le Kabuki Warriors hanno sconfitto Alexa Bliss & Nikki Cross (c)        | Tag team match per il WWE Women's Tag Team Championship  | 10:25  |
| 5       | Braun Strowman e i Viking Raiders hanno sconfitto l'O.C. per squalifica | Six-man tag team match                                   | 8:15   |
| 6       | Chad Gable ha sconfitto King Corbin                                     | Single match                                             | 12:40  |
| 7       | Charlotte Flair ha sconfitto Bayley (c) per sottomissione               | Single match per il WWE SmackDown Women's Championship   | 10:15  |
| 8       | Seth Rollins (c) vs. "The Fiend" Bray Wyatt è terminato in no-contest   | Hell in a cell match per il WWE Universal Championship   | 17:30  |